# Triainolepis brevituba
Triainolepis brevituba är en måreväxtart som beskrevs av Cornelis Eliza Bertus Bremekamp. Triainolepis brevituba ingår i släktet Triainolepis och familjen måreväxter. Inga underarter finns listade i Catalogue of Life.